# Новоселска галерия за икони
Галерията за икони (на македонска литературна норма: Галерија на икони) е музей в Република Македония, разположена в женската църква на храма „Успение Богородично“ в Щип.
Галерията е формирана в 1972 година и е първата в Социалистическа република Македония. Колекцията ѝ се състои от 222 икони и църковни предмети. Значителна част от иконите са изработени от 1861 до 1866 година от видния зограф Станислав Доспевски от Самоков. Забележетелно място в експозицията заема иконописното изображение на платно „Чудотворната мощ на Богородица“, дело на зограф Теодосий от Велес. Изложени са и дела на видния местен зограф Данаил Щиплията, който в 1914 година изписва с масло композицията „Полагането на Христос в гроба“. В 1919 година зографът Костадин Иванов Вангелов изписва „Оплакването на Христа“. В галерията има и рядка икона „Обрезание Христово“, дело на Данаил Щиплията от 1895 година. В галерията са изложени още и потири, кандила и друга църковна утвар, дело на местни куюнджийски работилници.